# 섬 (소설)
섬 ( Island ) 은 올더스 헉슬리가 1962년에 쓴 유토피아를 다룬 소설이다. 그가 사망하기 전에 쓴 마지막 작품이다.  여기서 섬은 그의 작품인 "멋진 신세계"의 대척점에 있는 것으로 많은 점이 대조를 이룬다.